# 아흐마드 하산 알바크르
아흐마드 하산 알바크르(아랍어: أحمد حسن البكر 'Aḥmad Ḥasan al-Bakr, 1914년 7월 1일~1982년 10월 4일)는 이라크의 정치인으로, 이라크의 제4대 대통령(1968년~1979년)을 지냈다.
그는 1914년 이라크 티크리트에서 태어나 육군사관학교를 졸업하였으며, 1958년 카심 장군과 함께 7·14 혁명에 참여하였으나 1959년 정권을 잡은 카심과 대립하여 퇴역하였다. 이후 1963년 아리프의 쿠데타(라마단 혁명)에 참여하였으며 1963년 말까지 총리를 지냈으나 1963년 말 아리프 대통령이 나세르주의자들의 편을 들고 바트당계를 몰아내자 총리에서 해임되었다.
1968년 7월 다시 쿠데타(7·17 혁명)를 일으켜 압둘 라만 아리프 대통령을 몰아내고 정권을 잡아 바트당 정권을 세웠으며, 이라크 제5대 대통령이 되었다. 그 후 11년 동안 이라크를 통치하다가 1979년 병으로 사임하면서 대통령 자리는 부통령이었던 사담 후세인에게 넘어갔다.
| 전임 압둘 라만 아리프 | 제4대 이라크 대통령 1968년 7월 17일 ~ 1979년 7월 16일 | 후임 사담 후세인 |